# Ike Groen
Pour les articles homonymes, voir Groen (homonymie).
Ike Groen (né le 31 mai 1992 à Tuitjenhorn) est un coureur cycliste néerlandais.

## Biographie
Il décide de mettre un terme à sa carrière cycliste en début d'année 2018.

## Palmarès et résultats

### Palmarès par année
- 2016
  - 3e étape du Tour de Mersin
  - 2e du Tour de Mersin
- 2017
  - 2e de l'An Post Rás

### Classements mondiaux
| Année           | 2012   | 2013 | 2014 | 2015 | 2016 | 2017 |
| --------------- | ------ | ---- | ---- | ---- | ---- | ---- |
| UCI Europe Tour | 1 018e |      |      |      | 828e | 786e |